# Phước Trà
Phước Trà is een xã in het district Hiệp Đức, een van de districten in de Vietnamese provincie Quảng Nam. Phước Trà heeft ruim 1000 inwoners op een oppervlakte van 117,84 km².